# The Vegan Society
The Vegan Society is een charitatieve instelling en de oudste veganistische vereniging ter wereld. Zij werd opgericht in het Verenigd Koninkrijk in november 1944 door Donald Watson, Elsie "Sally" Shrigley en 23 anderen.

## Oorsprong
Eerder in 1944 muntte Watson het woord vegan ("veganist") met als betekenis "zuivelloze vegetariërs". De oprichting van The Vegan Society wordt sinds 1994 op initiatief van toenmalig voorzitter Louise Wallis jaarlijks gevierd op 1 november, World Vegan Day. Men denkt echter dat de eigenlijke oprichting van The Vegan Society geschiedde op ofwel 5 ofwel 12 november 1944. Wat wel zeker is, is dat de oprichting plaatsvond op een zondag in de Attic Club in de Londense wijk Holborn en dat de eerste uitgave van het kwartaaltijdschrift Vegan News gedateerd was op 24 november 1944.
Tegenwoordigt hanteert The Vegan Society als definitie van het veganisme: 

... a way of living that seeks to exclude, as far as possible and practicable, all forms of exploitation of, and cruelty to, animals for food, clothing and any other purpose.
(Vertaald: ... een levenswijze, die ernaar streeft voor zover mogelijk en uitvoerbaar alle vormen van exploitatie en wreedheid ten opzichte van dieren in verband met voeding, kleding, of enig ander doel, uit te sluiten)
— The Vegan Society

## Activiteiten
- Informatievoorziening – The Vegan Society levert informatie over alle aspecten van een veganistische leefwijze op hub website, variërend van voedingspagina's zoals betreffende vitamine B12, de essentiële feiten over hoe en waarom men voor veganisme zou kunnen kiezen, tot aan lifestyle-artikelen en blogs. Sinds 2008 loopt de 30 Day Vegan Pledge, waarop deelnemers iedere dag een recept, tips en advies worden aangeboden. The Vegan Society biedt ook gereedschap voor activisten zoals gratis flyers en advies over effectief campagnevoeren.
- Campagnes - The Vegan Society voert campagnes op een aantal terreinen. De huidige campagnes gaan onder meer over het verbeteren van voedselvoorziening in ziekenhuizen en de 'Grow Green'-campagne, waarbij boeren worden gesubsidieerd om over te stappen van veehouderij naar tuinbouw.
- Ondersteuning – The Vegan Society levert steun aan individuen en groepen via haar Britse netwerk van lokale contacten en e-mailsdienst.
- Registratie van veganistische producten met haar Vegan Trademark – verzekert dat alle producten, en daarvan afgeleide producten die geregistreerd zijn, vrij zijn van dierlijke ingrediëten en dierproeven. The Vegan Society definieert 'dier' als alle gewervelden en ongewervelden. Dit betekent dat haar proefdierbeleid geen insecten, watervliegjes of andere wezens uitsluit.[7]
- Publicatie van The Vegan – een kwartaalblad dat leden gratis ontvangen.

## Movement for Compassionate Living
In 1984 richtte voormalig Vegan Society-secretaris Kathleen Jannaway de Movement for Compassionate Living op en splitste zich af van The Vegan Society.